# Établissements scolaires de Colmar
 (avril 2025).
Motif : Absence de sources secondaires centrées (même absence de sources tout court)
- Archive Wikiwix
- Bing
- Cairn
- DuckDuckGo
- E. Universalis
- Gallica
- Google
- G. Books
- G. News
- G. Scholar
- Persée
- Qwant
- (zh) Baidu
- (ru) Yandex
- (wd) trouver des œuvres sur Wikidata

| 1. | Préciser le motif de la pose du bandeau. | Précisez le motif de la pose du bandeau en utilisant la syntaxe suivante : {{admissibilité à vérifier\|date=avril 2025\|motif=remplacez ce texte par le motif}}                                         |
| 2. | Informer les utilisateurs concernés.     | Pensez à avertir le créateur de l'article, par exemple, en insérant le code ci-dessous sur sa page de discussion : {{subst:avertissement admissibilité à vérifier\|Établissements scolaires de Colmar}} |

Cette page liste les différents établissements scolaires, privés ou publics, de la ville de Colmar.

## Enseignement primaire
27 écoles maternelles dont 2 privées et 16 écoles primaires dont 2 privées.
Parmi ces dernières :
- 1 école d'application, l'école Jean-Jacques-Rousseau, intégrant les classes à horaires aménagés musique pour les choristes de la Maîtrise de Garçons de Colmar ;
- 1 école bilingue français/allemand.

## Enseignement secondaire

### Collèges
7 collèges dont 3 privés :
- collège Hector Berlioz (public) ;
- collège Molière (public) ;
- collège Pfeffel (public) ;
- collège Victor Hugo (public) ;

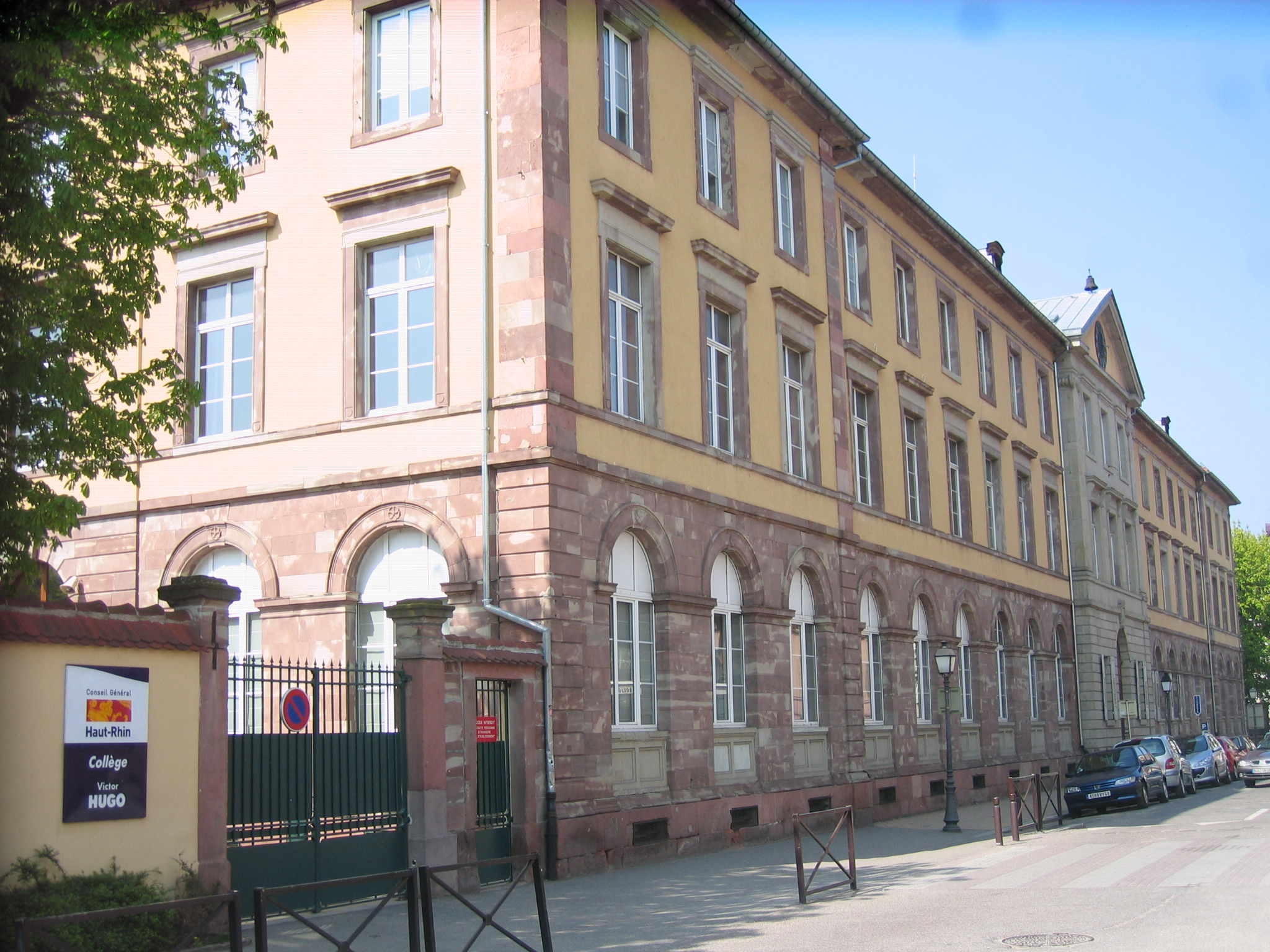
Le collège Victor Hugo dans la vieille ville

- collège de l'Institut de l'Assomption (privé sous contrat d'association avec l'État) ;
- collège Episcopal Saint André (privé sous contrat d'association avec l'État) ;
- collège privé Institution Saint-Jean (privé sous contrat).

### Lycées
6 lycées dont 2 privés :
- lycée Bartholdi (public) ;
- lycée Blaise Pascal (public) ;

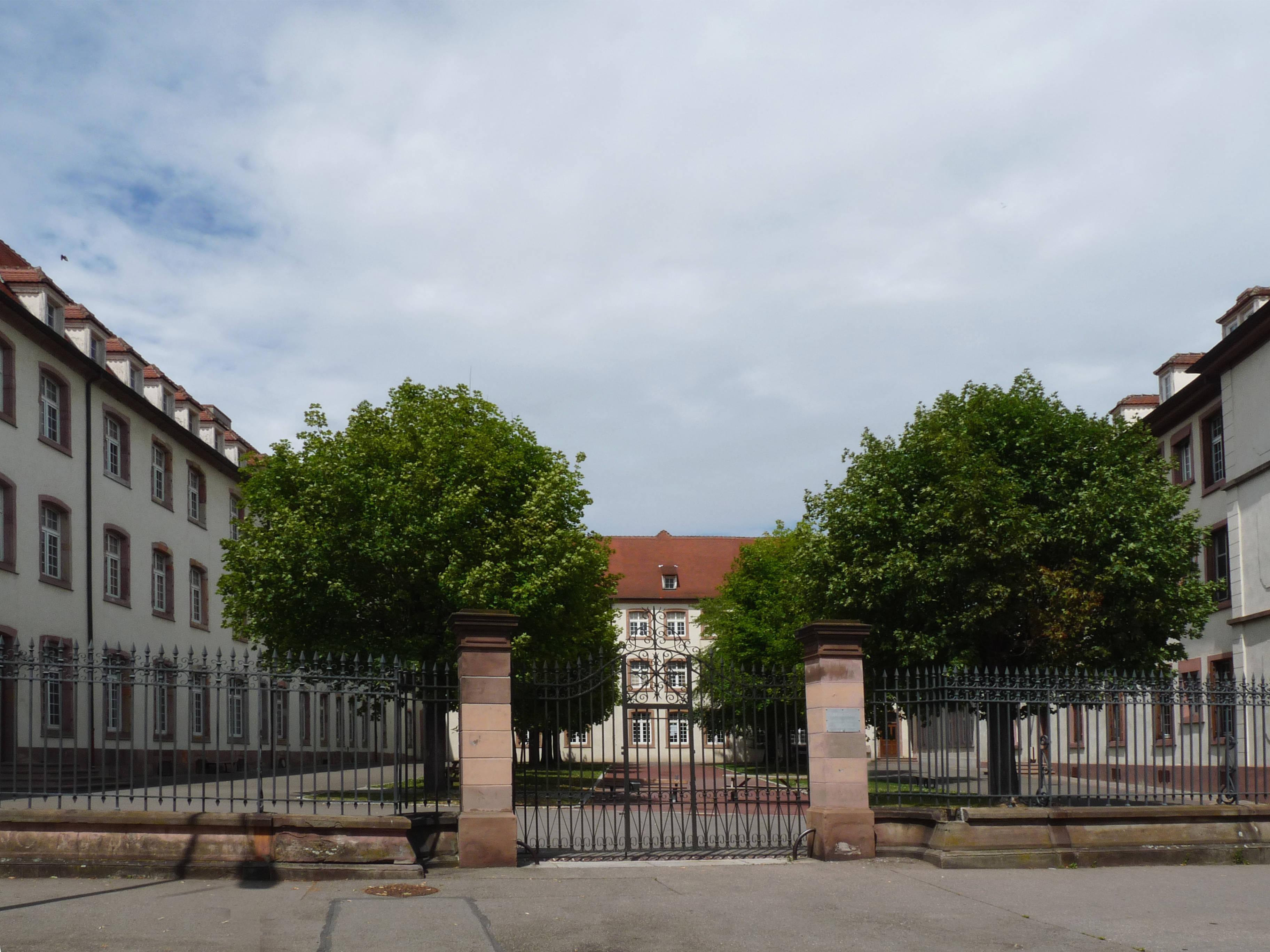
lycée Bartholdi

- lycée Saint André (privé sous contrat d'association avec l'État) ;
- lycée professionnel Saint-Jean (privé sous contrat d'association avec l'État) ;
- lycée polyvalent Martin Schongauer (public) ;
- lycée Camille Sée (public).

## Études supérieures

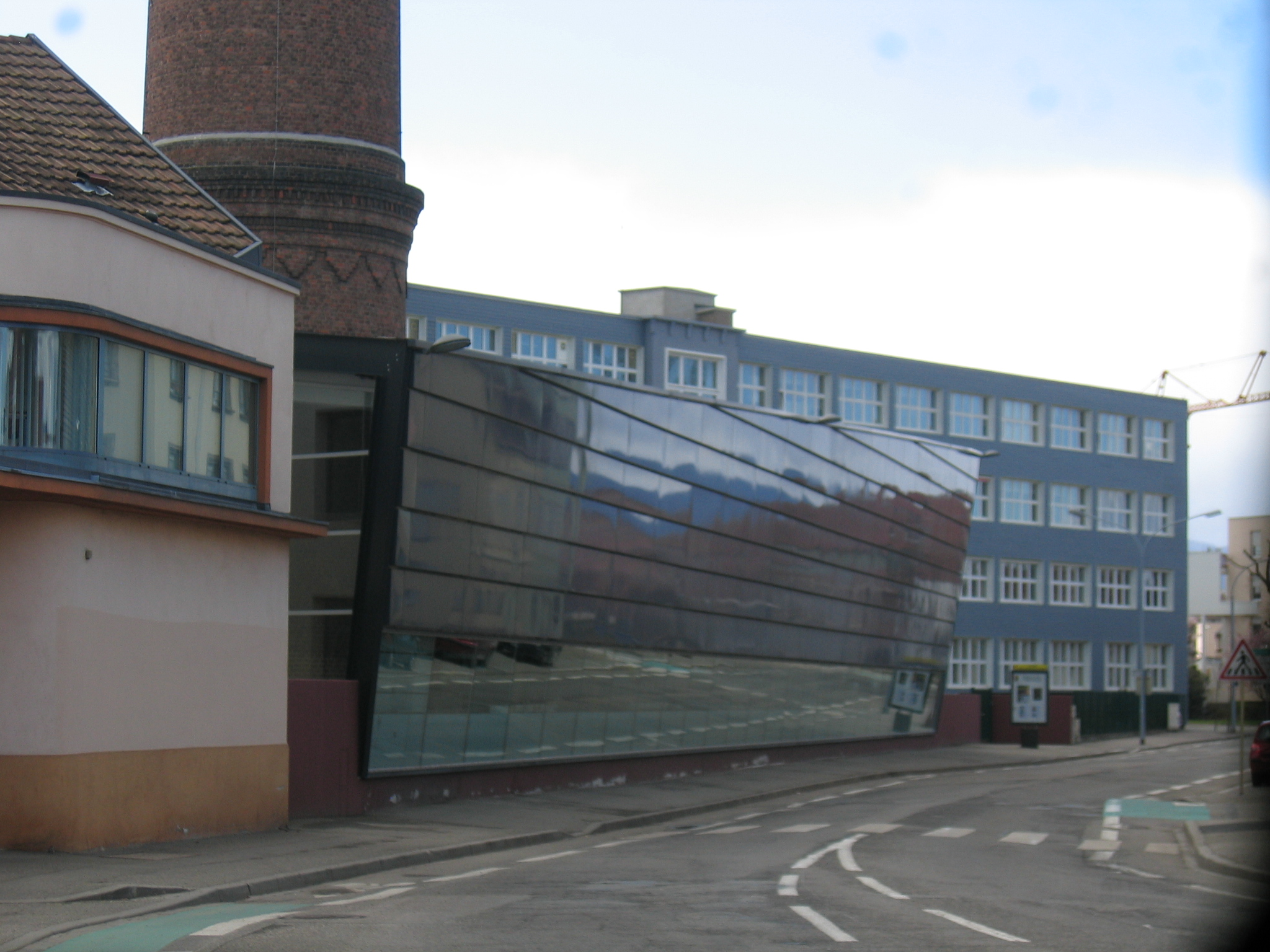
L'IUT de Colmar : campus du Grillenbreit avec sa bibliothèque universitaire

L'IUT de Colmar qui fait partie de l'université de Haute-Alsace avec Mulhouse et accueille plus de 1 600 étudiants dans ses six départements :
- carrières juridiques ;
- génie biologique option agronomie ;
- hygiène sécurité environnement ;
- techniques de commercialisation ;
- réseaux et télécommunications ;
- génie thermique et énergie.

## CFA
- CFA Marcel Rudloff ;
- CFA de l'Industrie ;
- CFA Hôtellerie Restauration ;
- CFA Institution Saint-Jean.